# Alien: Romulus
Alien: Romulus (bra/prt: Alien: Romulus) é um filme estadunidense de terror de ficção científica e uma parcela independente da franquia Alien, ambientada entre os eventos de Alien (1979) e Aliens (1986). Dirigido por Fede Álvarez, que co-escreveu com Rodo Sayagues, o filme é estrelado por Cailee Spaeny, Isabela Merced, David Jonsson, Archie Renaux, Spike Fearn e Aileen Wu. Produção da Scott Free Productions, o filme foi lançado nos cinemas pela 20th Century Studios em 16 de agosto de 2024.

## Enredo
Uma sonda espacial da Weyland-Yutani investiga os destroços do USCSS Nostromo e encontra um objeto orgânico contendo um xenomorfo.
Em 2142 (20 anos depois dos eventos de Alien, e 37 antes da sequência Aliens), Rain Carradine, uma órfã, trabalha na colônia Jackson's Star ao lado de seu irmão adotivo Andy, um humano sintético reprogramado. Quando seu contrato é estendido à força pela Weyland-Yutani, seu ex-namorado Tyler a convence a se juntar a uma expedição que também tem sua irmã grávida Kay, seu primo Bjorn e a namorada de Bjorn, Navarro, para resgatar cápsulas criogênicas de uma nave abandonada na órbita do planeta. Essas cápsulas seriam a salvação para o grupo, permitindo que escapassem para o planeta Yvaga.
A habilidade de Andy de se conectar ao sistema de computadores da nave é crucial para a missão. Embora relutante em enviar Andy, Rain é convencida por Tyler e pelo próprio Andy a deixá-lo ajudar. Eles partem na nave Corbelan em direção à estação, que acaba sendo a Renaissance, uma estação espacial de pesquisa da Weyland-Yutani dividida em duas partes, Romulus e Remus, em referência à lenda romana de Rômulo e Remo. Durante a recuperação das cápsulas, Tyler, Bjorn e Andy acidentalmente despertam Facehuggers congelados, acionando um bloqueio total na estação. Para desativar o bloqueio, Rain instala um chip de um androide danificado, chamado Rook, em Andy, o que lhe dá acesso à estação, mas também atualiza seu sistema operacional e eficiência. O que eles não sabem é que isso também altera a "diretriz primária" de Andy, tornando-o leal apenas à Weyland-Yutani.
Enquanto o grupo tenta escapar de Romulus, um facehugger se agarra a Navarro. Rain reativa Rook, que revela que a tripulação da estação foi morta pelo xenomorfo e seus clones. Enquanto Tyler tenta remover a criatura, Rook avisa que ela pode ter implantado uma "semente". Apesar dos esforços de Andy para detê-lo, Bjorn foge com Navarro a bordo da Corbelan. Um chestburster surge de Navarro, matando-a e levando a Corbelan a perder estabilidade, colidindo com o hangar da Romulus, comprometendo a órbita da estação, que em menos de uma hora irá colidir com os anéis planetários de Jackson's Star. Quando Kay desperta, ela e Bjorn encontram um casulo onde o chestburster está se desenvolvendo para um xenomorfo adulto, e quando Bjorn tenta atacar o casulo com um bastão elétrico, é morto com uma combinação do xenomorfo impalar seu olho com a cauda e sangue ácido que escorre do casulo atingir o coração de Bjorn.
Rain e Tyler se movem cuidadosamente até o hangar enquanto evitam os facehuggers. Kay consegue escapar da Corbelan, mas é perseguida pelo xenomorfo, que tenta atrair os outros para uma armadilha. Andy se recusa a destravar a porta para não colocar Rain e Tyler em risco, e eles assistem impotentes enquanto Kay é gravemente ferida e arrastada embora. Andy encontra amostras de um composto que os cientistas extraíram dos xenomorfos, algo que Rook chama de "fogo de Prometeu", destinado a "aperfeiçoar" os humanos. Rook insiste que as amostras precisam ser levadas para a colônia e impede que a Corbelan parta sem elas. Rain e Tyler se armam com rifles, mas Andy os alerta para não usarem as armas, pois o sangue dos xenomorfos derreteria o casco da nave, causando uma descompressão explosiva.
Rain e Tyler conseguem resgatar Kay de um casulo, mas Tyler é morto, e Andy fica incapacitado. Gravemente ferida, Kay se injeta com o composto durante a fuga. Rain volta para a Romulus para remover o chip de controle de Andy, restaurando sua lealdade a Rain. Ela desativa a gravidade da nave, permitindo que atire nos xenomorfos sem que o sangue deles atinja o casco. Rain e Andy voltam para a Corbelan pouco antes da estação colidir com os anéis, destruindo Rook.
Enquanto Rain e Andy se preparam para a viagem a Yvaga, Kay, afetada pela injeção do composto, dá à luz um híbrido de humano e xenomorfo, que mata Kay e fere Andy. Rain consegue ejetar a criatura para os anéis de Jackson's Star. Ela coloca Andy em uma câmara e grava um relatório sobre a esperada chegada a Yvaga antes de entrar em criostase.

## Elenco
- Cailee Spaeny - Rain
- Isabela Merced - Kay
- David Jonsson - Andy
- Archie Renaux - Tyler
- Spike Fearn - Bjorn
- Aileen Wu - Navarro
- Trevor Newlin - Xenomorfo
- Robert Bobroczkyi - Híbrido
- Daniel Betts - Rook (usando uma recriação facial de Ian Holm)

## Produção
Após a aquisição da 21st Century Fox pela Walt Disney Company, foi oficialmente confirmado no CinemaCon 2019 que futuros filmes Alien estavam em desenvolvimento. Em março de 2022, foi anunciado que Fede Álvarez escreveria e dirigiria o filme após apresentar sua própria história, e foi considerado "desconectado" dos filmes anteriores da franquia, com o projeto sendo lançado no Hulu nos Estados Unidos. Em novembro, Cailee Spaeny entrou em negociações para estrelar. Em março de 2023, Isabela Merced foi escalada para um papel não revelado, co-estrelando ao lado de Spaeny. Mais tarde naquele mês, David Jonsson, Archie Renaux, Spike Fearn e Aileen Wu juntaram-se ao elenco em papéis não revelados. Em novembro de 2023, foi anunciado que o filme se passaria entre Alien (1979) e Aliens (1986), com alguns membros da equipe técnica retornando deste último filme.
As filmagens ocorreram em Budapeste de 9 de março a 3 de julho de 2023.

## Lançamento
Alien: Romulus foi originalmente programado para ser lançado no Hulu, mas foi transferido para um lançamento nos cinemas pela 20th Century Studios em 16 de agosto de 2024.